# Lanín
Le volcan Lanín est un stratovolcan situé à la frontière entre le Chili et l'Argentine ayant une altitude de 3 776 mètres. Il fut découvert en 1782 par Basilio Villarino.

## Géographie
Le volcan Lanín est situé au sud-est du parc Villarrica du côté chilien, et dans le parc national Lanín, province de Neuquén, du côté argentin. Près des trois quarts du massif du volcan se trouvent en territoire argentin. Dans ce pays, il est situé plus précisément entre les lacs Paimún et Huechulafquen au sud, et le lac Tromen au nord.
Le Lanín est accompagné de quatre autres volcans ayant une hauteur importante : l'Arenal (1 859 m), l'Angostura, l'Escorial (1 982 m) et le Huanquihue (2 260 m). Étant donné qu'il est entouré de montagnes beaucoup plus basses que lui, il est visible de vraiment très loin, par exemple des environs de Zapala et de Piedra del Águila, à près de 200 km à l'est.
En plus de son cratère principal d'environ 1 km de diamètre, il dispose d'un second cratère nommé Puesco sur son flanc nord-ouest.
Il est orné de grands glaciers sur sa face sud. Jusque dans les années 1980 des glaciers étaient visibles sur sa face nord, mais en ce début de XXIe siècle, ils ont presque totalement fondu.

## Histoire
Sa dernière activité recensée date du XVIIe siècle.

## Randonnée
Son ascension s'effectue généralement du côté argentin et requiert une bonne pratique de la haute montagne en raison des imposants glaciers à son sommet.
Le sentier de randonnée « Lagos andinos », dont le point de départ se trouve après le poste de frontière chilien Puesco, permet d'approcher la base de ce volcan. Par ce sentier, on serpente tranquillement pendant une bonne heure dans la forêt avant d'attaquer un long raidillon qui débouche sur un large plateau de scories. Il faut ensuite traverser cette étendue offrant des points de vue sur le volcan Lanín et on aboutit au bord de la Laguna Verde.
Ceci n'est qu'une des nombreuses étapes permettant de traverser en plusieurs jours le parc et rejoindre le volcan Villarrica au Chili.

## Dans la culture

Blason de la province argentine de Neuquén.

Le volcan est le symbole de la province de Neuquén. Son image stylisée fait partie du blason provincial.